# Universität Rostock
Universität Rostock er et universitet beliggende i Rostock, Tyskland. Universitetet blev grundlagt allerede i 1419, hvilket gør det til et af Nordeuropas ældste og det ældste i Østersøregionen. Med sine 14.500 studerende er det Mecklenburg-Vorpommerns største videregående uddannelsesinstitution.
Oprindeligt havde universitetet tre fakulteter – jura, medicin og filosofi – men i dag består det af ni, nemlig jordbrug og miljø, informations- og elektroteknik, jura, medicin, matematik og naturvidenskab, maskin- og fartøjsteknik, filosofi, erhverv, sociologi og teologi. Det juridiske fakultet blev lukket af DDR-regimet og åbnede igen i 1989.
I forbindelse med universitetets 500-års-jubilæum i 1919 blev Albert Einstein og Max Planck udnævnt til æresdoktorer ved universitetet. Af andre kendte med tilknytning til universitetet kan nævnes danske Tycho Brahe, filosoffen Rudolf Steiner og forfatteren Walter Kempowski.
Den nuværende rektor, nr. 906 i rækken, er professor Wolfgang Schareck.